# Ganando Barlovento
| Autor de la obra     | Ramón Sáez de Adana Lauzurica                    |
| -------------------- | ------------------------------------------------ |
| Tipo de obra         | Marcha militar sin texto para la Armada Española |
| Fecha de composición | 1966                                             |
| Opus o catalogación  |                                                  |
| Estilo musical       | Música militar, siglo XX                         |

Ganando Barlovento es una marcha militar sin texto compuesta para la Armada Española en 1966 por Ramón Sáez de Adana Lauzurica (1916-1999).

## Instrumentación
Para banda de música militar.

## Historia
Compuesta en 1966 y presentada a un concurso de la Armada Española para no ejercer de jurado en el mismo. La Oficina de Prensa del Ministerio de Marina convocó el concurso de marchas el 20 de diciembre de 1965; el plazo de presentación acababa el 1 de marzo de 1966. Se presentaron muchas obras al mismo. El premio para el ganador ascendía a 50 000 pesetas. Por aquel entonces las bandas de música de  la Armada tocaban las marchas militares usuales del Ejército. Ganó: el fallo se emitió el 31 de mayo de 1968. El 4 de junio de 1968, por la Orden Ministerial 2487/68, el Ministerio de Marina declaró la marcha ganadora como reglamentaria de la Armada, junto con otras dos ('Mares y vientos' y 'Proa a la mar'), debiéndose tocar de manera preferente por todas las bandas.

”Me contó [Sáez de Adana] hace unos años –conociéndolo me lo creí a pies juntillas– que le aterró la gran responsabilidad que iba a contraer, y que la idea de proceder desacertadamente, le impidió conciliar el sueño durante varias noches. ¿Cómo librarse de la comprometedora designación? La disciplina hacía inviable cualquier excusa. ¿Qué partido tomar? Por fin un día le vino a la mente la solución a su problema. Había hallado lo que se consideraba un "truco" perfecto: presentarse al concurso con una marcha compuesta expresamente para esta ocasión. Ello le hacía incompatible, con toda legalidad, con su designación como miembro del jurado. Resuelto. Pero... él no había hecho nunca una marcha militar, y desconocía completamente el género como autor. No obstante tenía que superar el trance. Se puso a trabajar, y compuso, con tal rapidez y fortuna, que al cabo de un rato le había salido, nada menos que Ganando Barlovento. Por eso cuando alguien elogia la gran marcha, a Ramón Sáez de Adana se le enciende su gran sonrisa, y exclama: "Yo no me creo nada de lo que me dicen..." [...] "Sonó la flauta por casualidad".”
 Ricardo Fernández de Latorre (Historia de la música militar de España).

Tiene el mismo título de una novela histórica de Elías Meana. Éste se basa en una tradicional maniobra naval previa al enfrentamiento, ganar barlovento, para ser menos vulnerable al fuego enemigo. Se ha usado en numerosos desfiles y en ocasiones solemnes, como la apertura del periodo de sesiones de las Cortes Generales el 17 de noviembre de 2016 por el rey Felipe VI, desfile encabezado por la Infantería de Marina.